# RMS Olympic
RMS Olympic var ett fartyg som sjösattes 1910 och ägdes liksom systerfartygen Titanic och Britannic av White Star Line. 

## Bakgrund
Olympic byggdes på Harland & Wolff i Belfast bredvid Titanic. Hon gjorde sin jungfrufärd från Southampton via Cherbourg-Octeville och Queenstown till New York den 14 juni 1911. Fartyget gjorde en lysande karriär och bar fler soldater än något annat trupptransportfartyg under första världskriget. Olympic överlevde fyra ubåtsattacker, och den 12 maj 1918 rammade och sänkte Olympic en tysk ubåt.
Liksom sitt betydligt mer kända systerfartyg Titanic var Olympic ett mycket luxuöst fartyg. I första klass fanns sviter, flera restauranger, pool, turkiskt bad, rökrum, hissar, och en rikt utsmyckad trappa kallad "The Grand Staircase". Även andra och tredje klass-hytter höll betydligt högre standard än vad som var vanligt vid tiden. I tredje klass erbjöds man exempelvis hytter istället för stora sovsalar, vilket varit normen för den klassen.
Den 14 april 1912 var Olympic på väg tillbaka till Europa från New York och fångade då upp nödsignaler från sitt systerfartyg Titanic. Hon satte kurs mot olycksplatsen men var för långt ifrån för att vara till någon hjälp. Efter olyckan gick Olympics panneldare ut i strejk då man krävde att fartyget skulle utrustas med livbåtar åt alla, vilket också kom att ske.
1919 konverterade man skeppets ångpannor från koleldning till oljeeldning, vilket gjorde att maskinrumspersonalen kunde minskas avsevärt. Olympic var som mest framgångsrik under det tidiga 1920-talet, men mot slutet av decenniet minskade utvandringen från Europa kraftigt och börskraschen 1929 drabbade Amerikalinjerna hårt. Efter flera försök där man bland annat konverterat tredjeklasshytter till bekvämare "turistklass" lämnade Olympic New York för sista gången i april 1935.
Olympic togs ur bruk samma år och monterades delvis ner i Jarrow, England. År 1937 bogserades hon till Inverkeithing, Skottland för slutgiltig skrotning. Innan ångaren började skrotas 1936 auktionerades dess inredning ut, bland annat lyxinredningen i första klassens restauranger och hytter. En stor del av inredningen hamnade på White Swan Hotel i den engelska staden Alnwick.

## Galleri

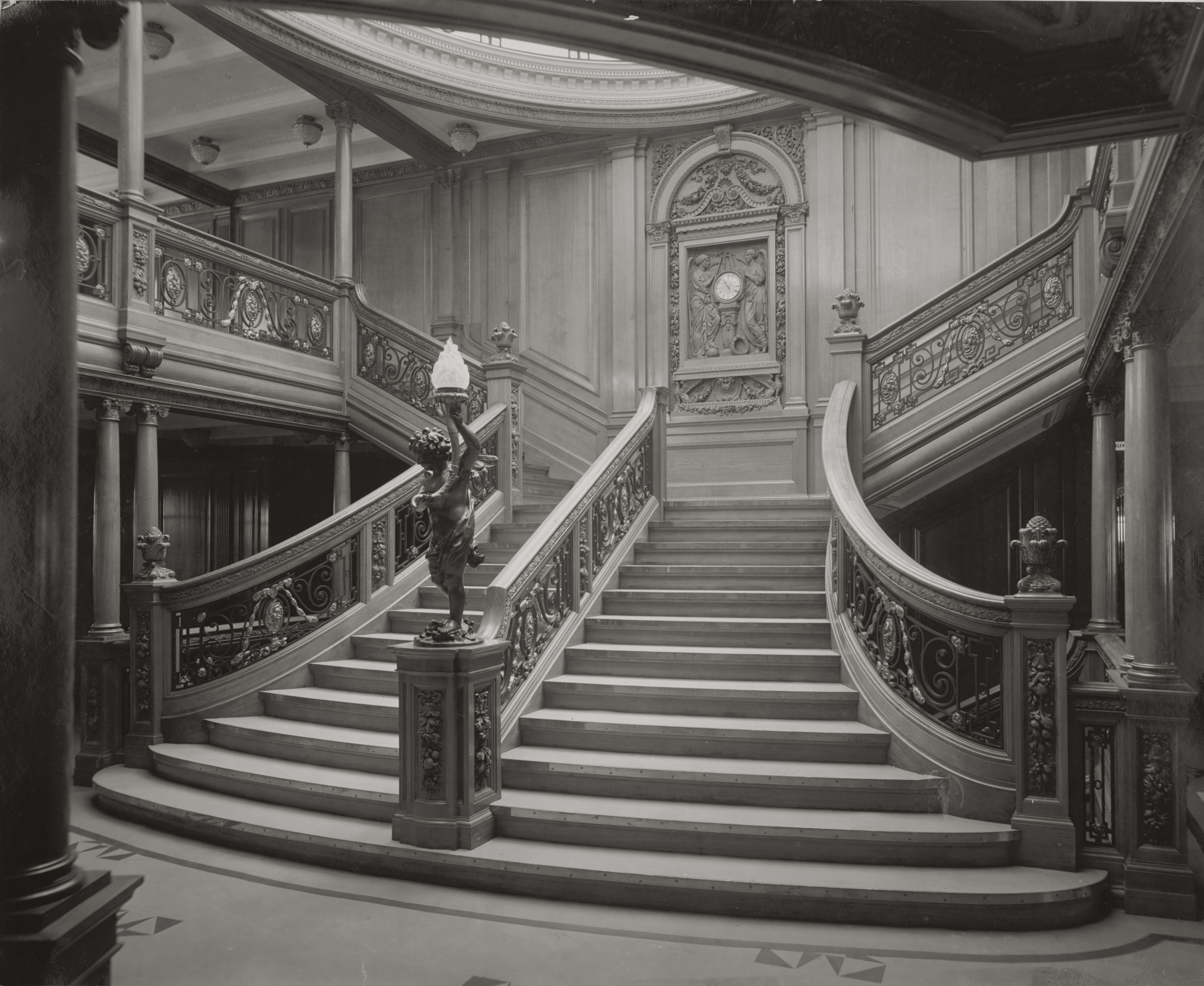
"Grand Staircase" i första klass.
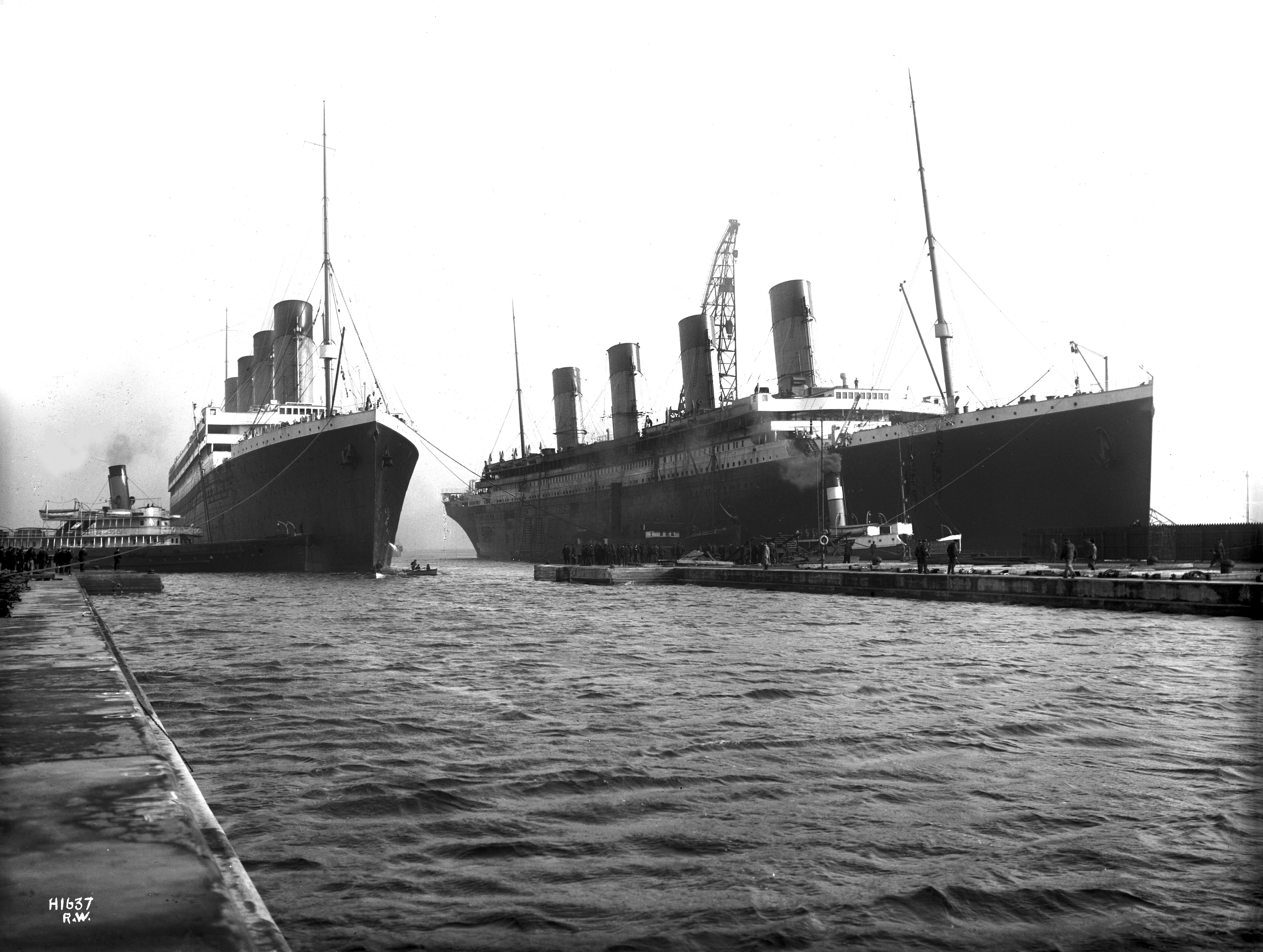
Olympic och Titanic i Belfast, mars 1912.
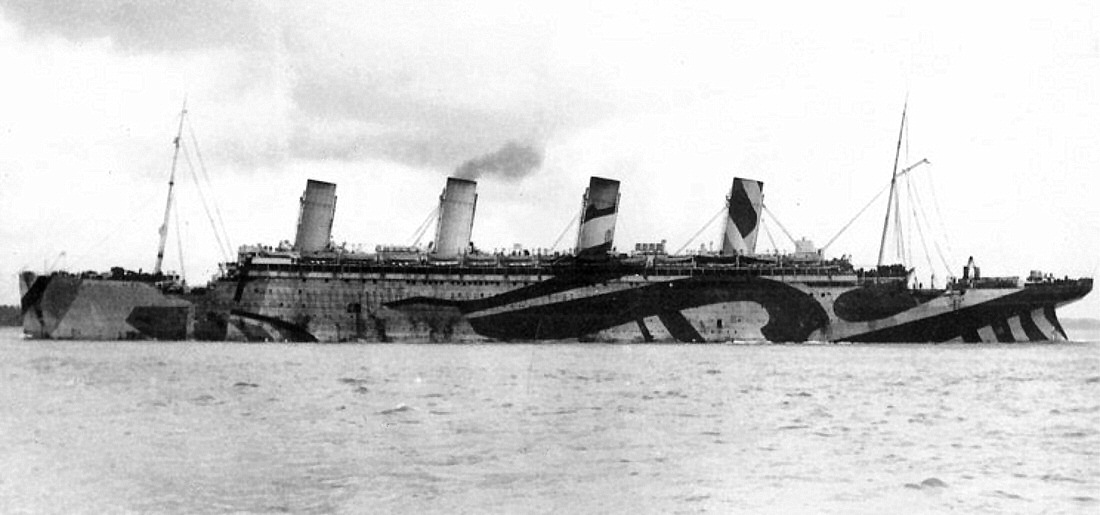
Olympic, kamouflagemålad under första världskriget.
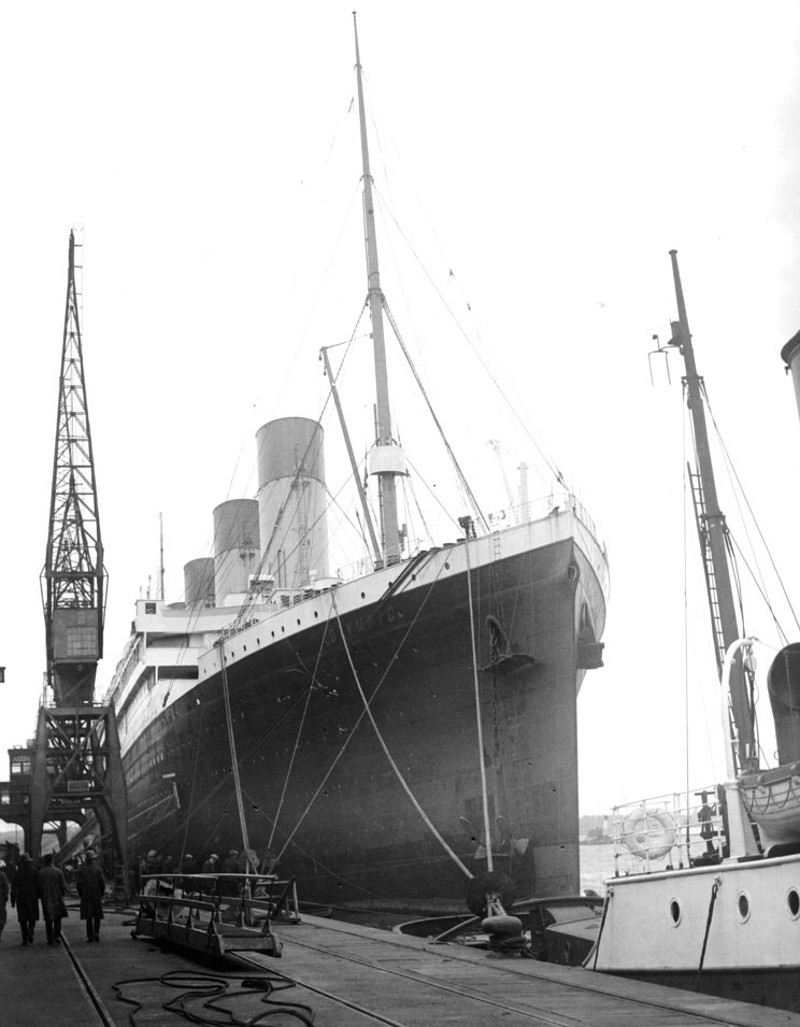
Olympic i Southhampton, 1929.
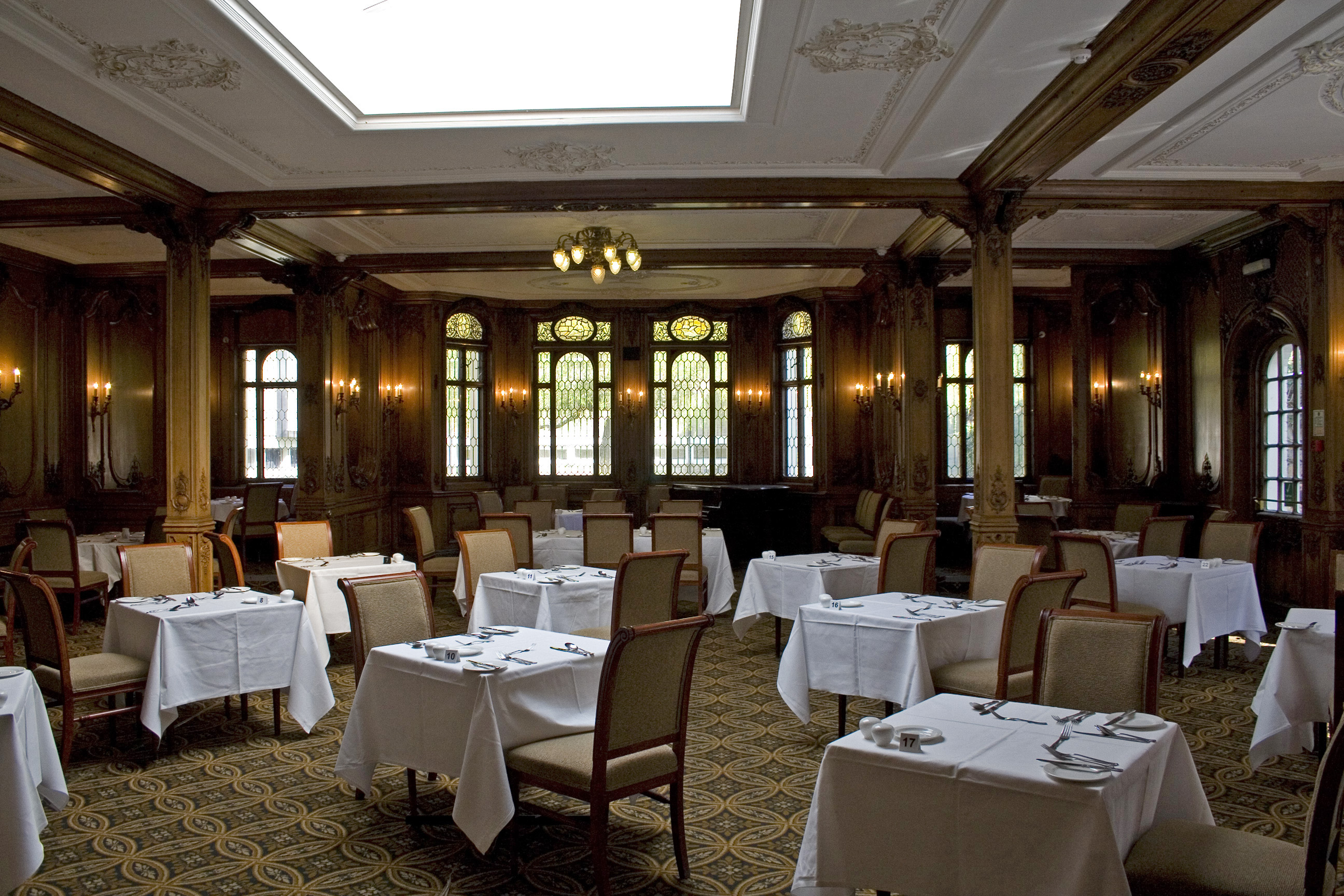
Inredning från fartyget på White Swan Hotel.
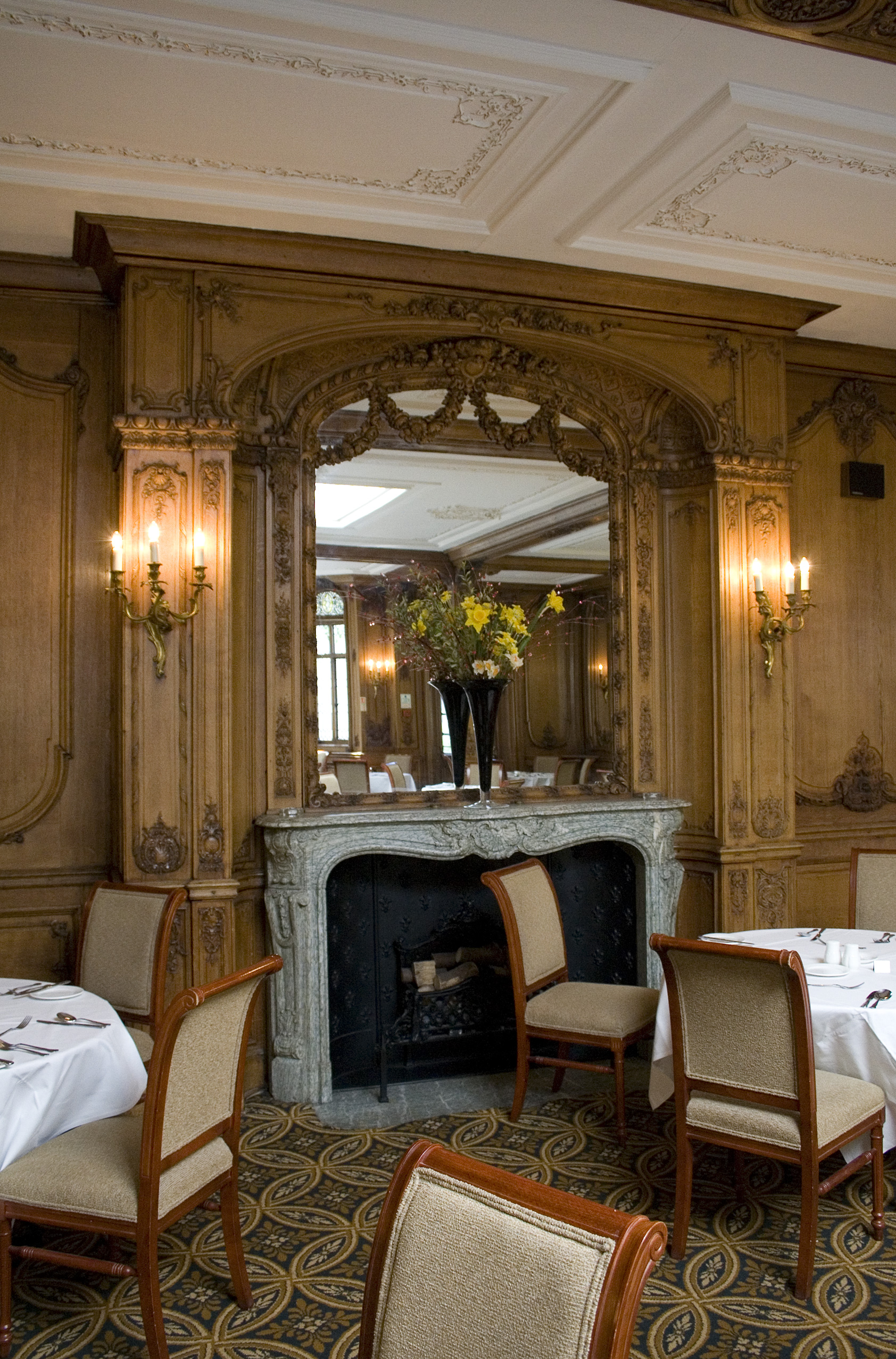
Olympics öppna spis i marmor, White Swan Hotel.
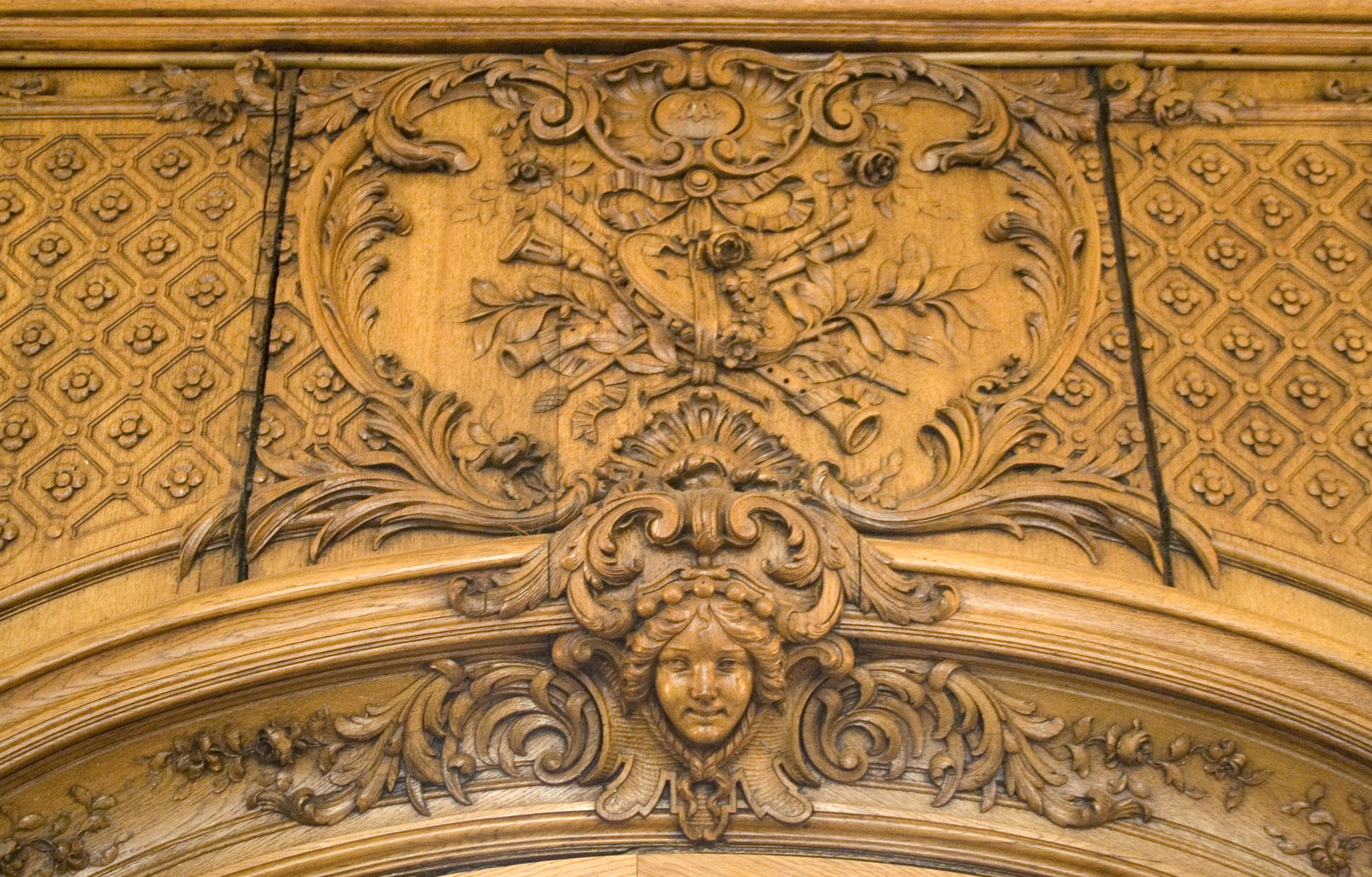
Trädetalj från Olympic, White Swan Hotel.
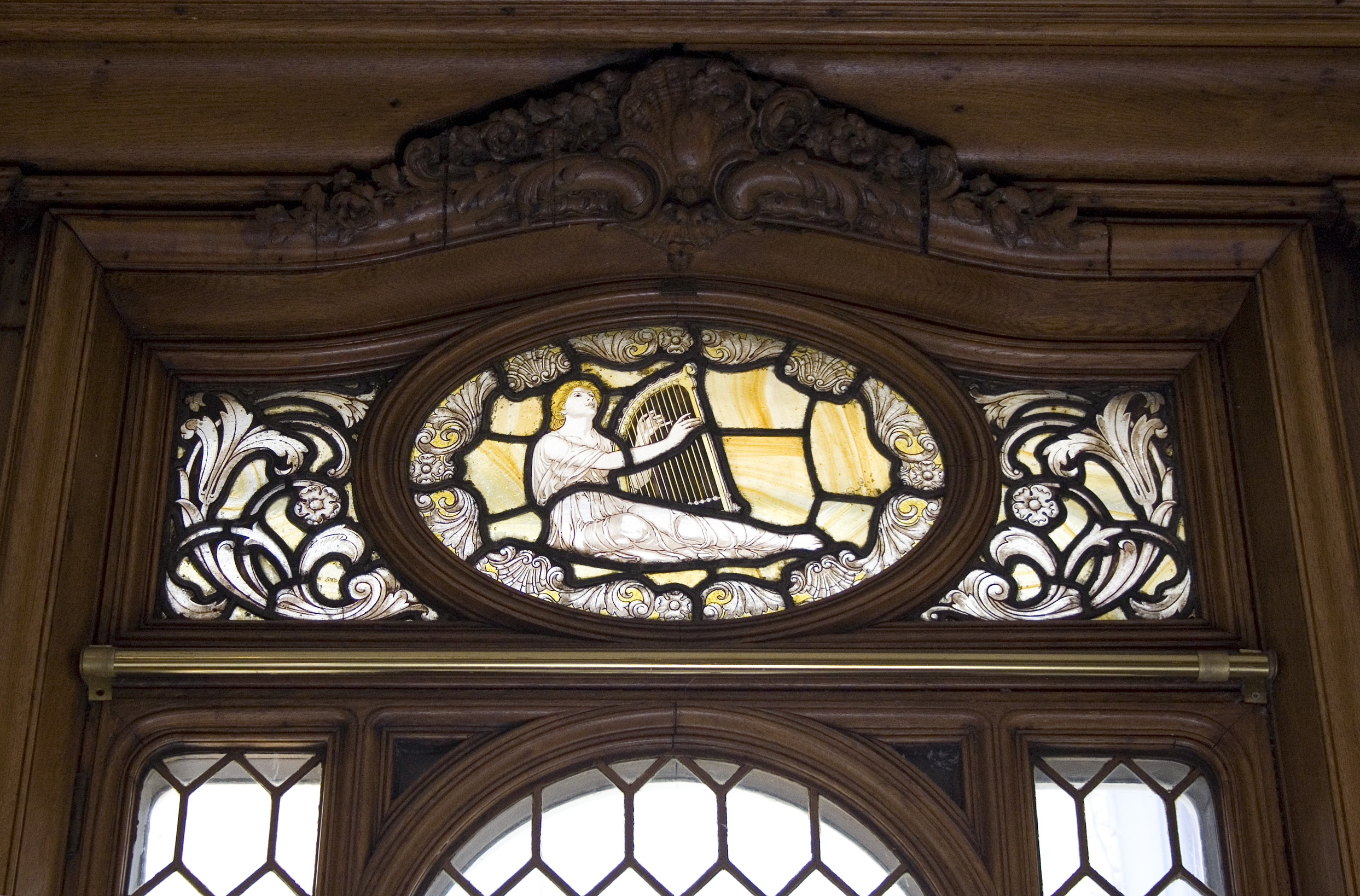
Glasutsmyckning från Olympic, White Swan Hotel.